# Jürgen Kocka
Jürgen Kocka (Hejnice, 1941) és un professor universitari i historiador alemany especialitzat en història social, sobretot la lluita de classes i els canvis derivats de la industrialització, així com el paper de la burgesia en la modernització europea. Defensa el caràcter únic de l'holocaust i els mètodes d'Ernest Labrousse per a l'estudi de la història, basats en la racionalització i la creació de models explicatius. Fundà la revista Geschichte und Gesellschaft en 1975, orgue fonamental en la difusió de les tesis socials.